# 발랄라이카 (쿠스미 코하루의 노래)
〈발랄라이카〉(일본어: バラライカ 바라라이카[*])는 츠키시마 키라리 starring 쿠스미 코하루 (모닝구무스메)의 2번째 싱글이다.

## 개요
2006년 10월부터의 TV 애니메이션 《키라링☆레볼루션》의 2번째 오프닝테마이다. 초회한정반에는 슈퍼 콜라보 밀푀카드가, 통상반의 초회사양에는 스페셜 스티커가 봉입되어있다.

## 수록곡
1. 발랄라이카(バラライカ)
  - 작사: BULGE, 작곡 · 편곡: 사코 시게키
2. 물빛 멜로디 (水色メロディ)
  - 작사: 후루야 마코토, 작곡: 쿠로스 카츠히코, 편곡: 카토 다이스케

## 참가 음악가
- 타카오 나오키 - 코러스(#1)
- 스야마 치에코 - 코러스(#1)
- ninita - 코러스(#1)
- 사토 시게키 - 그 외의 전체 악기(#1)
- mao - 코러스(#2)
- 카토 다이스케 - 기타(#2), 그 외의 전체 악기(#2)